# 아미초등학교 (경기)
아미초등학교는 대한민국 경기도 이천시에 있는 공립 초등학교이다.

## 학교 연혁
아미초등학교는 2002년 5월 1일에 개교하였다.
- 2004. 02. 13 제 1회 졸업식
- 2005. 02. 18 제 2회 졸업식
- 2006. 02. 17 제 3회 졸업식
- 2007. 02. 15 제 4회 졸업식
- 2007. 02. 08 제 5회 졸업식
- 2009. 02. 13 제 6회 졸업식
- 2010. 02. 11 제 7회 졸업식

- 2011. 02. 17 제 8회 졸업식
- 2012. 02. 15 제 9회 졸업식
- 2013. 02. 15 제 10회 졸업식
- 2014. 02. 14 제 11회 졸업식
- 2015. 02. 13 제 12회 졸업식
- 2016. 02. 05 제 13회 졸업식
- 2017. 02. 10 제 14회 졸업식
- 2018. 02. 09 제 15회 졸업식
- 2019. 01. 04 제 16회졸업식
- 2020. 01. 03 제 17회졸업식
- 2021. 01. 08 제 18회졸업식

## 학교상징
교목은 소나무, 교화는 개나리이다.

## 참고 자료
- 아미초등학교 - 한국교육학술정보원 학교알리미